# 联邦外交公共服务部
外交部，全称联邦外交、对外贸易和发展合作公共服务部（荷蘭語：Federale Overheidsdienst Buitenlandse Zaken, Buitenlandse Handel en Ontwikkelingssamenwerking），是比利时的一个联邦公共服务部，负责外交政策、欧盟内部关系、发展合作政策及外贸政策。